# رابرت هوپر

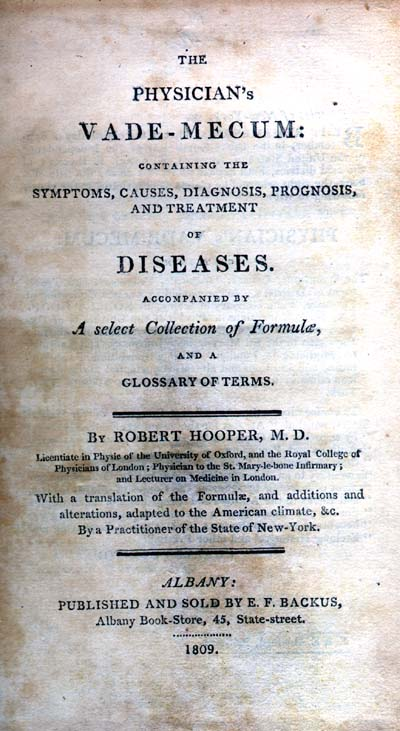
کتاب دم دستی پزشکان، صفحه اول کتاب در نسخهٔ آمریکایی آن.

رابرت هوپر (انگلیسی: Robert Hooper؛ ‏ ۱۸۳۵ – ۱۷۷۳) پزشک اهل پادشاهی بریتانیای کبیر بود.
او پسر جان هوپر اهل ماری‌لبون بود و در لندن متولد شد. پس از گذراندن یک دوره پزشکی در لندن، به عنوان عطاری در درمانگاه ماری‌لبون منصوب شد. او در ۲۴ اکتبر ۱۷۹۶ وارد کالج پمبروک، آکسفورد شد، در ۱۸۰۳ مدرک کارشناسی، در ۱۸۰۴ مدرک کارشناسی ارشد و در ۱۸۰۴ کارشناسی جراحی گرفت. با آنکه وی اجازه نیافت در دانشگاه آکسفورد به تحصیل پزشکی بپردازد، اما در ۱۶ دسامبر ۱۸۰۵ به عنوان پزشک عمومی از دانشگاه سنت اندروز فارغ‌التحصیل شد و در ۲۳ دسامبر ۱۸۰۵ موفق به اخذ مجوز از کالج سلطنتی پزشکان شد.
هوپر با اقامت در خیابان ساویل رو در لندن، به تدریس و آمورش طبابت روی آورد. او به مطالعه آسیب‌شناسی پرداخت و مجموعه‌ای از نمونه‌های تصویری را گردآوری کرد. او در سال ۱۸۲۹، پس از کسب ثروتی هنگفت، از طبابت بازنشسته شد و در استنمور زندگی کرد. او کتاب‌های آموزشی فراوانی نوشت که تصاویر آن را پزشکی چون جان هاوشیپ، جرج کرتلند و جان اتسوارت جونیور کشیدند.
هوپر در خیابان بنتینک، میدان منچستر، در ۶ مه ۱۸۳۵، در شصت و سومین سال زندگی خود درگذشت.